# Урю (посёлок)
Урю (яп. 雨竜町 Урю:-тё:) — посёлок в Японии, находящийся в уезде Урю округа Сорати губернаторства Хоккайдо. Площадь посёлка составляет 190,91 км², население — 2714 человек (30 июня 2014), плотность населения — 14,22 чел./км².

## Географическое положение
Посёлок расположен на острове Хоккайдо в губернаторстве Хоккайдо. С ним граничат город Такикава и посёлки Синтоцукава, Мосеуси, Хокурю, Масике.

## Население
Население посёлка составляет 2714 человек (30 июня 2014), а плотность — 14,22 чел./км². Изменение численности населения с 1980 по 2005 годы:
| 1980 | 4147 чел. |  |
| 1985 | 4105 чел. |  |
| 1990 | 3981 чел. |  |
| 1995 | 3825 чел. |  |
| 2000 | 3601 чел. |  |
| 2005 | 3316 чел. |  |

## Символика
Деревом посёлка считается пихта сахалинская, цветком — георгина.